# Antonio Calderara
Antonio Calderara (* 28. Oktober 1903 in Abbiategrasso bei Mailand; † 27. Juni 1978 in Vacciago, Lago d’Orta) war ein moderner ungegenständlicher italienischer Maler, Zeichner und Grafiker.

## Leben
Calderara studierte von 1923 bis 1924 Ingenieurwissenschaften am Polytechnikum in Mailand. Aufgrund seiner Leidenschaft für die Malerei brach er sein Studium ab. Danach lebte er in Mailand und in Vacciago am Lago d’Orta, wo die meisten seiner Landschaftsbilder entstanden. Als Maler war er Autodidakt. Die wichtigsten künstlerischen Anregungen erhielt er in dieser Zeit durch die Bilder von Piero della Francesca, sowie der Künstler Kasimir Malewitsch, Piet Mondrian und Josef Albers.
Seine erste Ausstellung hatte Calderara 1934 in der Galeria Bolaffi in Mailand. 1948 und 1956 nahm er an der Biennale in Venedig teil. 1959 entstand sein erstes nicht-figuratives Bild. Calderara verwendete nun keine gebogenen Linien mehr und beschränkte sich auf flächige Quadrate, rechte Winkel und Streifen, die durch die Verwendung von wenigen Farben an Ausdruckskraft gewannen. 1960 kam es zu einer folgenreichen Begegnung mit Almir Mavignier, der ihm die erste Ausstellungsbeteiligung in Deutschland im Studio F in Ulm ermöglichte. Antonio Calderara wurde 1968 zur 4. documenta in Kassel eingeladen. Calderara übertrug seine Tafelbilder und Aquarelle auch in die Serigraphie, beziehungsweise ließ sie von Druckern in diese Technik übertragen.
Calderara starb im Alter von 75 Jahren 1978 in Vacciago am Lago d’Orta. Dort ist auch der Sitz der Fondazione Calderara per l’Arte Contemporanea – die Stiftung Antonio Calderara für zeitgenössische Kunst, die wechselnde Ausstellungen zeigt.

## Ausstellungen
- 1948 Biennale von Venedig
- 1956 Biennale von Venedig: Mia Figlia, Mia Madre, Il Corsetto Rosso, jeweils Zeichnungen (Disegno), 1955
- 1960 Studio F von Ingeborg und Kurt Fried in Ulm. Erste Ausstellung in Deutschland.
- 1960 50 Jahre konkrete Kunst in Zürich
- 1968 Antonio Calderara, Kestnergesellschaft Hannover
- 1968 4. documenta in Kassel
- 1969 Antonio Calderara, Kunstmuseum Luzern
- 1969 Antonio Calderara, Kabinett für aktuelle Kunst in Bremerhaven
- 1972 Antonio Calderara: Bilder, Aquarelle und Grafik, Badischer Kunstverein, Baden-Baden
- 1971 Antonio Calderara, Aquarelle 1947–1970, Galerie im Taxispalais, Innsbruck
- 2003 Staatliche Graphische Sammlung München in der Pinakothek der Moderne, München (Hommage zum 100. Geburtstag)
- 2011 Antonio Calderara, Museum Ritter, Waldenbuch (Kurator: Andreas Bee)[2]
- 2017 Kunstmuseum Winterthur (Antonio Calderara (1903–1978))
- 2018 Ernst-Barlach-Haus Antonio Calderara, Lichträume. Malerei aus fünfzig Jahren, Hamburg[3]

## Werke in Museen
- Neue Galerie Kassel